# Івлін Болдуїн
Івлін Бріггз Болдуїн (англ. Evelyn Briggs Baldwin; 22 липня 1862, Спрінгфілд — 25 жовтня 1933, Вашингтон, округ Колумбія) — американський полярник і метеоролог, що досліджував Землю Франца-Йосифа і намагався досягнути Північного полюса.

## Біографія

### Походження та освіта
Болдуїн народився в 1862 році. Був старшим сином вчителя туристичних походів Еліаса Бріггза Болдуїна (1834—1921). Сім'я оселилася на фермі в окрузі Лабетт, штат Канзас у 1869 році. У Північно-Західному коледжі в Непервіллі, штат Іллінойс, Болдуїн отримав у 1885 році ступінь магістра, а потім протягом одного року подорожував Європою та кількома роками американським Заходом. Він фінансував поїздку за рахунок щомісячних публікацій свого досвіду подорожей, які читали 2000 передплатників.
Працюючи в Американській метеорологічній службі, він брав участь у другій експедиції Роберта Пірі у Північну Гренландію в якості метеоролога з 1893 по 1894 рік. Повернувшись, Болдуїн написав книгу про історію розвідки Арктики («Пошук Північного полюса», 1896). Він сподівався використати отримані кошти для фінансування власної експедиції. Критичний підхід до експедиції Пірі призвів до тривалого розриву між ними.
Коли Саломон Август Андре оголосив про свій план досягти географічного Північного полюса в кошику з водневим аеростатом, Болдуін подав заявку на участь, але його не прийняли. Влітку 1897 року він тим не менше вирушив на Шпіцберген, але прибув занадто пізно, щоб побачити початок польоту повітряної кулі.

### Експедиція Велмана 1898—1899
У 1894 році Болдуїн зв'язався з Волтером Веллманом по поверненню з Гренландії. Американський журналіст перед тим безуспішно намагався дістатися до Північного полюса зі Шпіцбергена, але це його не знеохотило. 1898 року завершилася підготовка до нової експедиції, у якій Болдуїн брав участь як метеоролог і заступник Велмана. Цього разу Велман вибрав Землю Франца-Йосифа як відправну точку. Він створив свій базовий табір на мисі Тегетгофф на острові Галля і доручив Болдуїну створити табір далі на північ, щоб логістично підготуватися до переходу до Полюса, запланованого на 1899 рік. Бувши лідером команди з чотирьох чоловік, Болдуїн транспортував запаси до мису Геллера на Землі Вільчека і залишив двох норвезьких членів експедиції Бернта Бентсена (1860—1899) та Пауля Бйорвіга (1857—1932) у примітивному будинку для охорони. Бентсен помер до наступної весни.
Веллман був розчарований Болдуїном, оскільки він очікував мати табір набагато північніше, близько 82 градуса широти. Складаючи свою команду для вирішального просування на Північний полюс, він обійшовся без Болдуїна. Він доручив йому скласти карту ще не дослідженого східного узбережжя Землі Вільчека. Група Болдуїна виявила найсхідніший острів архіпелагу Франца Йосифа. Велман назвав його островом Греем Белл. Це географічне відкриття було найважливішим досягненням експедиції.

### Полярна експедиція Болдуїна-Циглера 1901—1902

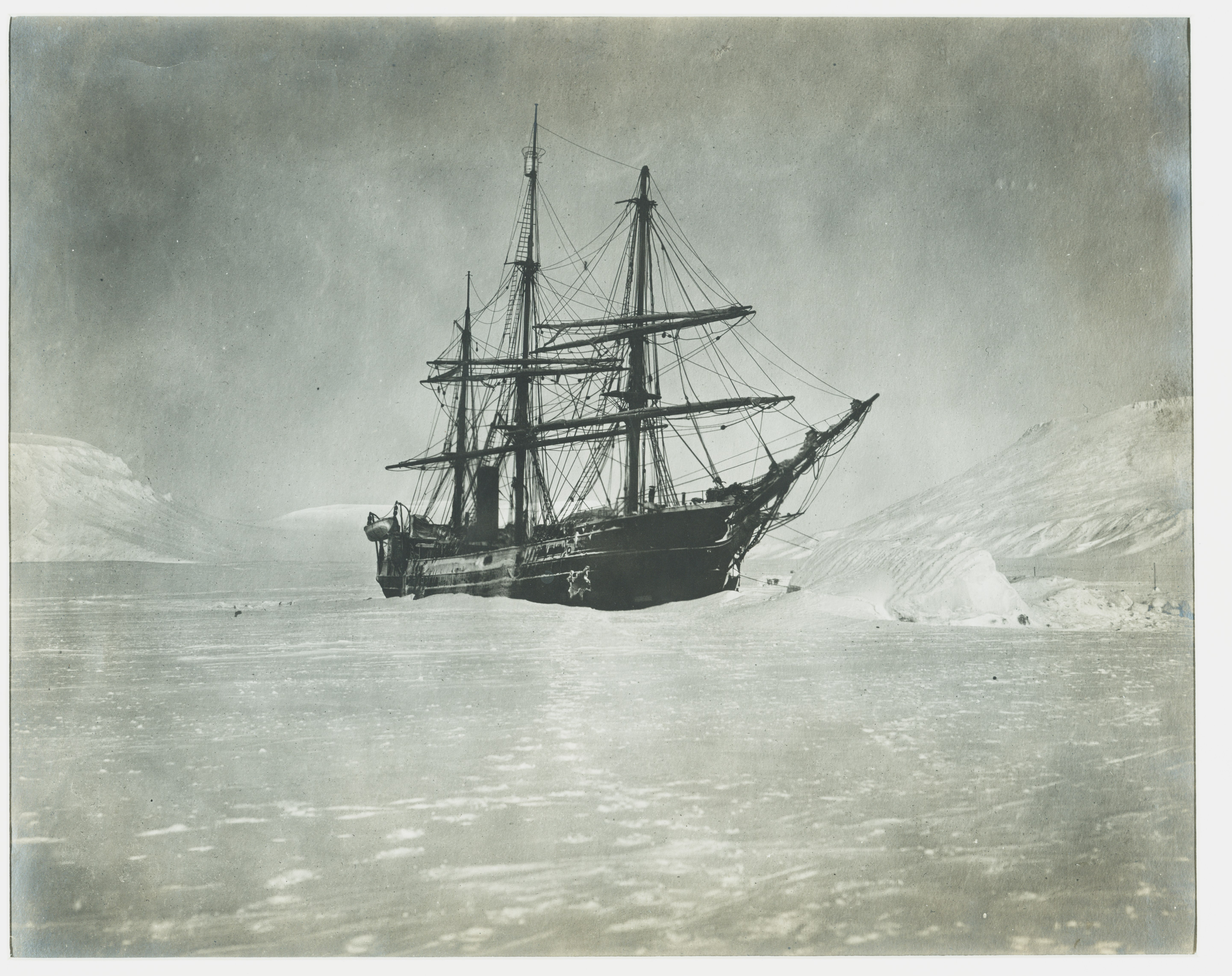
Америка

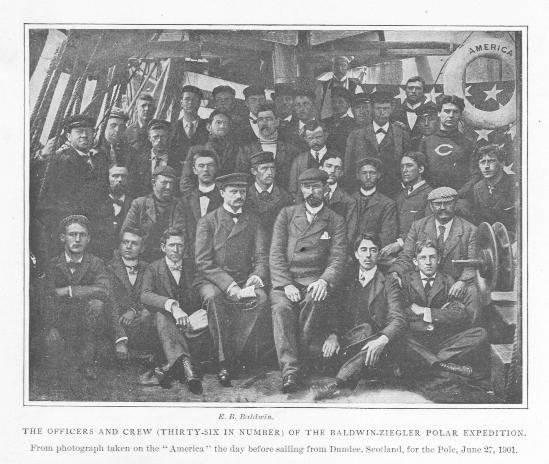
Офіцери та екіпаж полярної експедиції Болдуїна-Зіглера (1901)

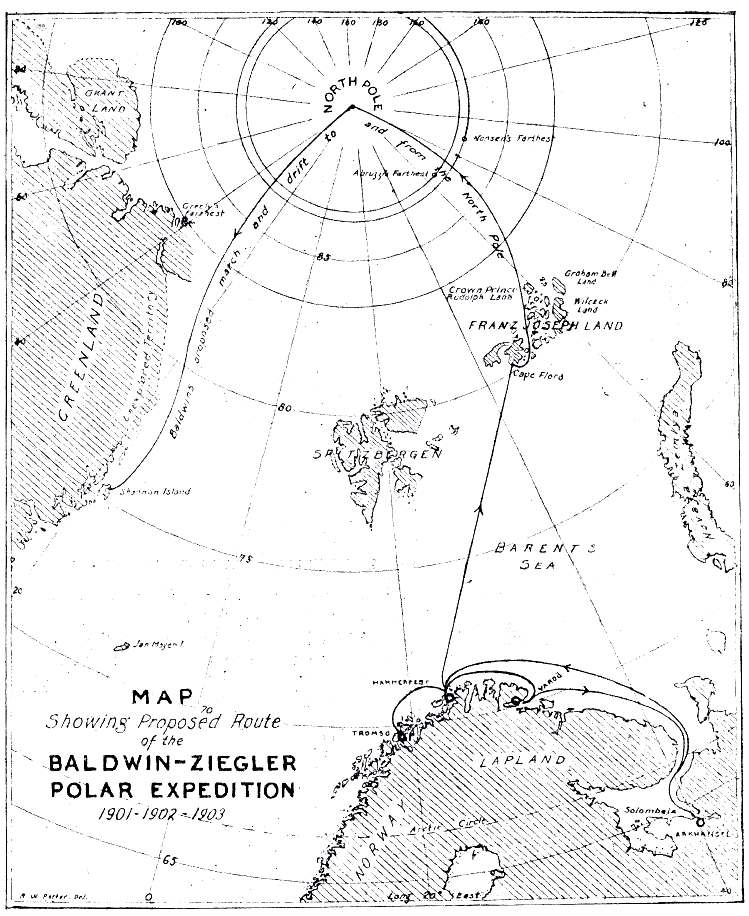
Карта із запланованим маршрутом полярної експедиції Болдуїна-Зіглера

Незабаром після повернення експедиції Велмана Болдуїн зміг завоювати довіру американського підприємця Вільяма Циглера (1843—1905), який збагатився на продажі розпушувачів, і переконав його стати спонсором нової спроби досягти Північного полюса. Циглер надав Болдуїну «необмежені засоби» для здійснення його планів. Врешті-решт, за інформацією Болдуїна, витрати склали 142 000 доларів США (насьогодні приблизно 4,35 млн євро).
План Болдуіна полягав у подорожі із Землі Франца-Йосифа до Північного полюса на собачих упряжках і, використовуючи Східногренландську течію, повернення до населених районів. Щоб забезпечити дорогу назад, він відправив Йохана Брайда (1858—1925) із « Бельжикою» у Східну Гренландію в 1901 році, який розмістив склади на островах Басс-Рок та Шеннон. Влітку 1901 року експедиційна команда із 42 осіб виїхала з Норвегії на борту судна Америка. На мисі Флора на півдні острова Нортбрук відбулася зустріч з кораблем постачання «Фрітйоф». Експедиція мала провізію на три роки, понад 400 їздових собак та 15 поні, два пришвартованих аеростати, кожен з яких міг містити спостерігача, та систему для виробництва необхідного водню.
План Болдуїна просунутися з Америкою до острова Рудольфа зазнав краху через несприятливі крижані умови. У жовтні він збудував зимовий табір на острові Алджер. Готуючись до запланованого просування на полюс, учасники експедиції навесні 1902 р. створили три склади, найпівнічніший на мисі Аук на острові Рудольф. Замість того, щоб прямувати до полюса, Болдуїн вирішив, що пізно починати експеримент у 1902 році. Натомість він спробував знайти місце на острові Джексона, де Фрітьйоф Нансен та Ялмар Йогансен провели зиму 1895/96 під час Норвезької експедиції. 14 травня він знайшов хатину і дістав записку, яку Нансен залишив там.
Болдуїн сподівався, що влітку зможе пропливти в Америці далі на північ, але тоді запас вугілля для зворотного рейсу закінчився б. Для того, щоб встановити зв'язок з Європою та попросити Зіглера про додаткову доставку вугілля, він відправив загалом 422 булонів-буїв, жоден з яких не був знайдений вчасно. У середині липня Болдуїн припинив експедицію і повернувся до Норвегії разом із Америкою. Циглер був розчарований тим, як мало досяг Болдуїн, і перестав з ним працювати. Він доручив своєму заступнику та фотографу експедиції Ентоні Фіали (1869—1950) здійснити другу спробу — експедицію Фіала-Зіглера з 1903 по 1905 рік.

### Пізні роки
У наступні роки Болдуїн марно намагався зібрати кошти для чергової полярної експедиції. Під час екскурсійних лекцій він повідомляв про свій досвід та плани. Тепер він побачив найкращий шанс досягти полюса в тому, щоб дозволити експедиційному кораблю пливти на північ із льодом із Берингової протоки, тобто нового напрямку експедиції Фрама-Нансена.
Під час Першої світової війни Болдуїн викрив німецьких шпигунів Бернгарда Дернберга (1865—1937), Франца фон Папена та Карла Бой-Еда в 1915 році.
Помер 25 жовтня 1933 р. у Вашингтоні, округ Колумбія, перехдячи вулицю, коли його збив автомобіль.